# VOCAROCK collection 3 feat. 初音ミク
『VOCAROCK collection 3 feat. 初音ミク』（ボカロック　コレクション　スリー　フィーチャリング・はつねミク）は、2011年12月7日にFARM RECORDSより発売された、初音ミクなどのVOCALOIDをボーカルに用いたロック曲を集めたコンピレーション・アルバム。

## 概要
『VOCAROCK collection feat. 初音ミク』、『VOCAROCK collection 2 feat. 初音ミク』に続く、VOCALOIDの歌声を用いて作られたロック曲、「VOCAROCK」を集めたコンピレーション・アルバムシリーズの第3弾。タイトルに名前のある初音ミクのほか、鏡音リン、巡音ルカ、Megpoid（GUMI）を用いて作られたロック曲が収録されている。ジャケットイラストは、有坂あこが担当している。

## 収録曲
1. カゲロウデイズ
  - じん（自然の敵P） feat.初音ミク
2. Leia
  - ゆよゆっぺ feat.巡音ルカ
3. 嘘つきの世界
  - すこっぷ feat.初音ミク
4. アブストラクト・ナンセンス
  - Neru feat.鏡音リン
5. DANCE FLOOR
  - buzzG feat.GUMI
6. Endroll A
  - ゆうゆ feat.鏡音リン・レン
7. バビロン
  - トーマ feat.初音ミク
8. 能く在る輪廻と猫の噺
  - 骨盤P feat.初音ミク
9. 格子の心臓
  - TOKOTOKO（西沢さんP） feat.GUMI
10. ハッピーエンドグレーテル
  - KulfiQ feat.初音ミク
11. 僕はまだ本気出してないだけ
  - 梨本うい feat.初音ミク
12. アレグラ
  - 鬱P feat.鏡音リン
13. ゴシックロリィタドレスアップズ2
  - マチゲリータ feat.初音ミク
14. 水葬カタルシス
  - ゆちゃ feat.鏡音リン
15. 宙吊りダンシング
  - otetsu feat.巡音ルカ
16. ラストエフェクト
  - Last Note..feat.初音ミク
17. Track
  - KEI feat.巡音ルカ
18. アストロノーツ
  - ぽわぽわP feat.初音ミク